# Penelope barbata
La pava barbada o  pava barbuda (Penelope barbata), es una especie de ave galliforme de la familia Cracidae endémica de Ecuador y de Perú. Su hábitat natural es subtropical o tropical húmedo de montañas. Está amenazada por pérdida de hábitat. No se conocen subespecies.